# حوزه فرکانس

سری فوریه حوزه زمان (رنگ قرمز) یک تابع را با حوزه فرکانس (رنگ آبی) آن مرتبط می‌کند.

در مهندسی برق به تحلیل سیگنال‌ها بر پایهٔ فرکانس (و نه زمان)، حوزه فرکانس (به انگلیسی: Frequency domain) گفته می‌شود.
به بیان ساده‌تر نمودار حوزه زمان، تغییرات یک سیگنال با گذشت زمان را نشان می‌دهد در حالی‌که نمودار حوزه فرکانس مشخص می‌کند که چه مقدار از سیگنال در باند فرکانسی داده‌شده در یک بازهٔ فرکانسی قرار دارد.
یک تابع یا سیگنال داده‌شده می‌تواند به کمک عملگر تبدیل از حوزه زمان به حوزه فرکانس یا برعکس برود. برای مثال تبدیل فوریه تبدیلی است که سیگنال را به حوزه فرکانس می‌برد. تبدیل معکوس فوریه نیز ورودی را از حوزه فرکانس به حوزه زمان برمی‌گرداند.
تحلیل‌گر طیفی ابزار رایجی است که امروزه برای نمایش سیگنال‌های دنیای واقعی در حوزه فرکانس از آن استفاده می‌شود.